# Independiente Santa Fe
Independiente Santa Fe je kolumbijský fotbalový klub z města Bogota. Hraje na stadionu Estadio El Campín, který sdílí se svým rivalem Millonarios FC. Tým má červeno-bílé dresy.

## Historie
Klub byl založen v roce 1941 absolventy Gimnasio Moderno. Patří mezi úspěšné kolumbijské kluby jak v domácí lize, tak v pohárech.

## Úspěchy
Národní
- Categoría Primera A:

Vítěz (9): 1948, 1958, 1960, 1966, 1971, 1975, 2012–I, 2014–II, 2016–II
- Copa Colombia:

Vítěz (2): 1989, 2009
- Superliga Colombiana:

Vítěz (3): 2013, 2015, 2017
Mezinárodní
- Pohár osvoboditelů:

Semifinalista (2): 1961, 2013
- Copa Sudamericana:

Vítěz (1): 2015
- Copa Simón Bolívar:

Vítěz (1): 1970
- Copa CONMEBOL:

Finalista (1): 1996
- Copa Merconorte:

Finalista (1): 1999
- Suruga Bank Championship:

Vítěz (1): 2016